# زمان اجرا (فاز چرخه زندگی برنامه)
در علوم رایانه، زمان اجرا (به انگلیسی: runtime) (به انگلیسی: run time) (به انگلیسی: execution time) زمانی است که در آن پردازنده مرکزی کد ماشین را اجرا می کند. این گام در چرخه زندگی برنامه در فرایند چرخه زندگی، گام نهایی می باشد.
یک خطای زمان اجرا پس از یا در مدت اجرا (گام اجرا) ی یک برنامه تشخیص داده می شود، در حالیکه یک خطای زمان کامپایل توسط کامپایلر قبل از آنکه برنامه اجرا شود تشخیص داده می شود. بررسی نوع، تخصیص ثبات ها، و تولید کد، و بهینه سازی کد معمولاً در زمان کامپایل انجام می شود، اما می تواند بر اساس زبان خاص و کامپایلر خاص، در زمان اجرا نیز اجرا گردد. خیلی از انواع دیگر خطای زمان اجرا نیز وجود دارد، و به صورت متفاوت توسط زبان های مختلف می تواند اداره شود، مثل خطای بخش بر صفر، خطاهای دامنه، خطاهای اندیس دامنه بیرون از محدوده است، خطاهای زیرریز محاسباتی، انواع مختلف خطاهای زیرریز و سرریز، و خیلی از دیگر خطاهای زمان اجرا، که به صورت عمومی باگ های نرم‌افزاری درنظر گرفته می شوند، که می تواند یا نمی‌تواند توسط هر زبان رایانه ای خاص، گرفته یا اداره شود.